# 須崎市立須崎小学校
Template:Infobox 大日本帝国の学校
須崎市立須崎小学校（すさきしりつ すさきしょうがっこう）は、高知県須崎市東糺町にある公立小学校。

## 沿革
- 1941年（昭和16年）4月1日 - 須崎国民学校と改称。
- 1947年（昭和22年）4月1日 - 須崎町立須崎小学校と改称。
- 1954年（昭和29年）10月1日 - 高岡郡須崎町が同郡4村と合併、市制施行したのに伴い、須崎市立須崎小学校と改称。

## 通学区域
- 須崎市

## 周辺
須崎市の中心部。
- 高知県須崎総合庁舎
- 高知地方裁判所須崎支部
- 須崎郵便局
- 古城山（標高142.7m）
- 高知県道310号須崎停車場線

## アクセス
- JR土讃線 須崎駅から西へ600m
- とさでん交通・高知高陵交通 須崎局前バス停にて下車